# Motandra
Motandra és un gènere de fanerògames de la família de les Apocynaceae. Conté tres espècies acceptades. És originari de l'Àfrica tropical.

## Taxonomia
El gènere va ser descrit per Alphonse Pyrame de Candolle i publicat a Prodromus Systematis Naturalis Regni Vegetabilis 8: 423. 1844.

## Espècies acceptades
A continuació s'ofereix un llistat de les espècies del gènere Motandra acceptades fins a l'octubre de 2013, ordenades alfabèticament. Per a cadascuna s'indica el nom binomial seguit de l'autor, abreujat segons les convencions i usos.
- Motandra guineensis A.DC.
- Motandra lujaei De Wild. i T.Durand
- Motandra poecilophylla Wernham